# الدوري البلجيكي الممتاز 1913-14
الدوري البلجيكي الممتاز 1913-14 (بالفرنسية: Championnat de Belgique de football 1913-1914)‏ هو الموسم 19 من  الدوري البلجيكي الممتاز. أقيم بتاريخ 7 سبتمبر 1913، والذي يشرف على تنظيمه الاتحاد الملكي البلجيكي لكرة القدم، وكان عدد الأندية المشاركة فيه  12، وفاز فيه دارينغ مولينبيك.